# Pinanga cleistantha
Pinanga cleistantha är en enhjärtbladig växtart som beskrevs av John Dransfield. Pinanga cleistantha ingår i släktet Pinanga och familjen Arecaceae. Inga underarter finns listade i Catalogue of Life.